# Многоковшовый экскаватор
Многоковшо́вый экскава́тор — экскаватор непрерывного действия с ковшовым рабочим органом. Ковши многоковшового экскаватора закреплены на бесконечной цепи (или цепях), ленте или роторе. Усилие копания создаётся за счёт перемещения ковшей относительно корпуса машины. По сравнению с одноковшовыми экскаваторами характеризуются большей производительностью, но менее универсальны. Применяются для выполнения больших объёмов земляных работ в дорожном, мелиоративном и гидротехническом строительстве, для разработки траншей при прокладке трубопроводов и кабельных линий, в военном деле для рытья окопов, для добычи полезных ископаемых, при проведении дноуглубительных работ на водоёмах.

## Классификация многоковшовых экскаваторов
В зависимости от направления движения режущей кромки ковша по отношению к направлению движения машины различают экскаваторы продольного, поперечного и радиального копания.

### Экскаваторы продольного копания

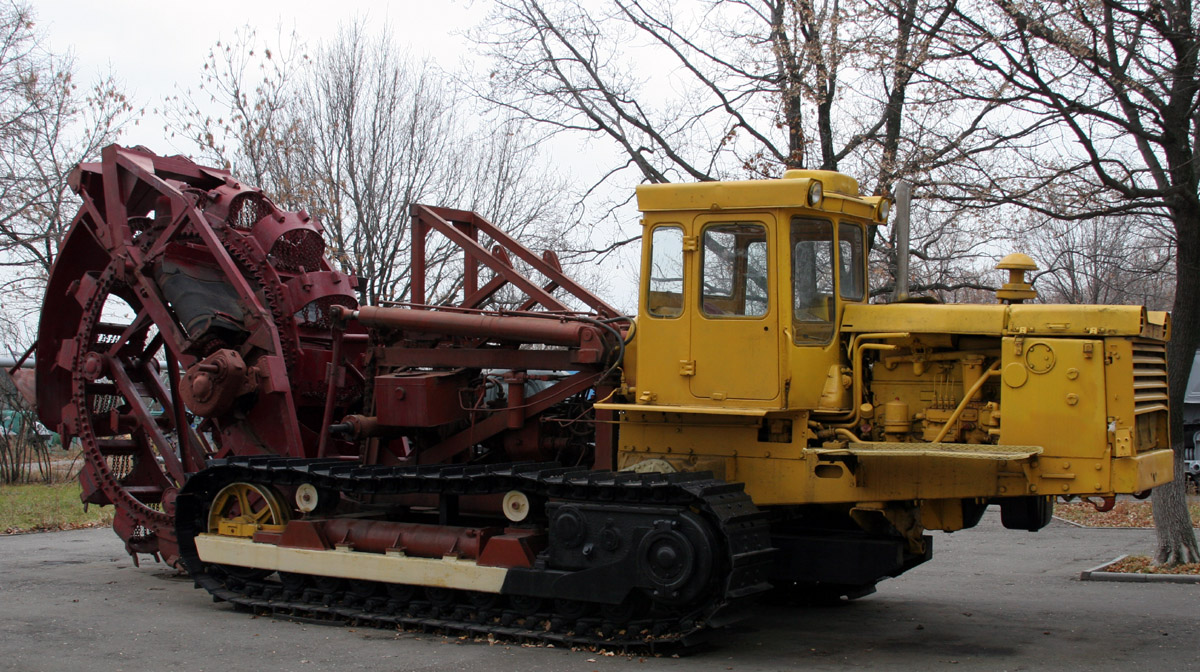
Роторный траншейный экскаватор

У экскаваторов продольного копания направление движения режущей кромки ковша совпадает с направлением движения машины. Применяются для разработки узких траншей.

### Экскаваторы поперечного копания

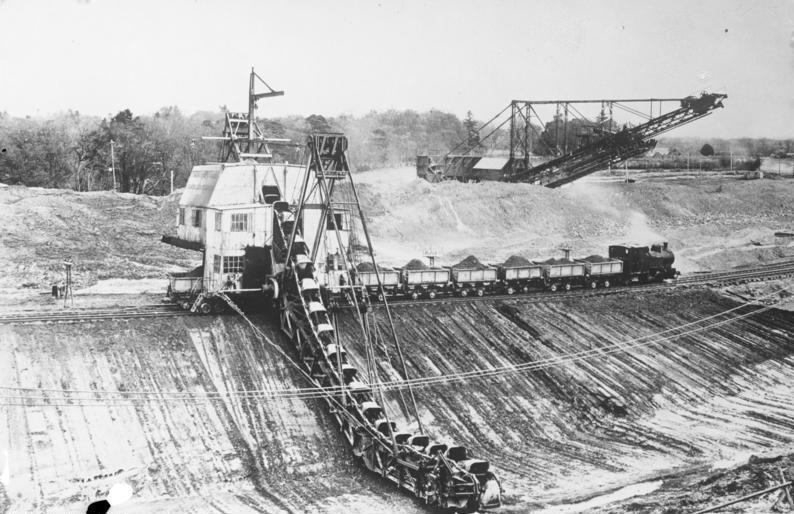
Цепной экскаватор поперечного копания

У экскаваторов поперечного копания направление движения режущей кромки ковша перпендикулярно направлению движения машины. Применяются для разработки котлованов, копания каналов, добычи полезных ископаемых.

### Экскаваторы радиального копания
Перемещение рабочих органов производится поворотной телескопической стрелой.
В зависимости от способа закрепления ковшей различают цепные и роторные экскаваторы:

### Цепные экскаваторы
Ковши закреплены на бесконечной цепи или цепях. Отвал грунта производится непосредственно из ковшей. Форма направляющей цепи обычно задаёт профиль копания.

### Роторные экскаваторы

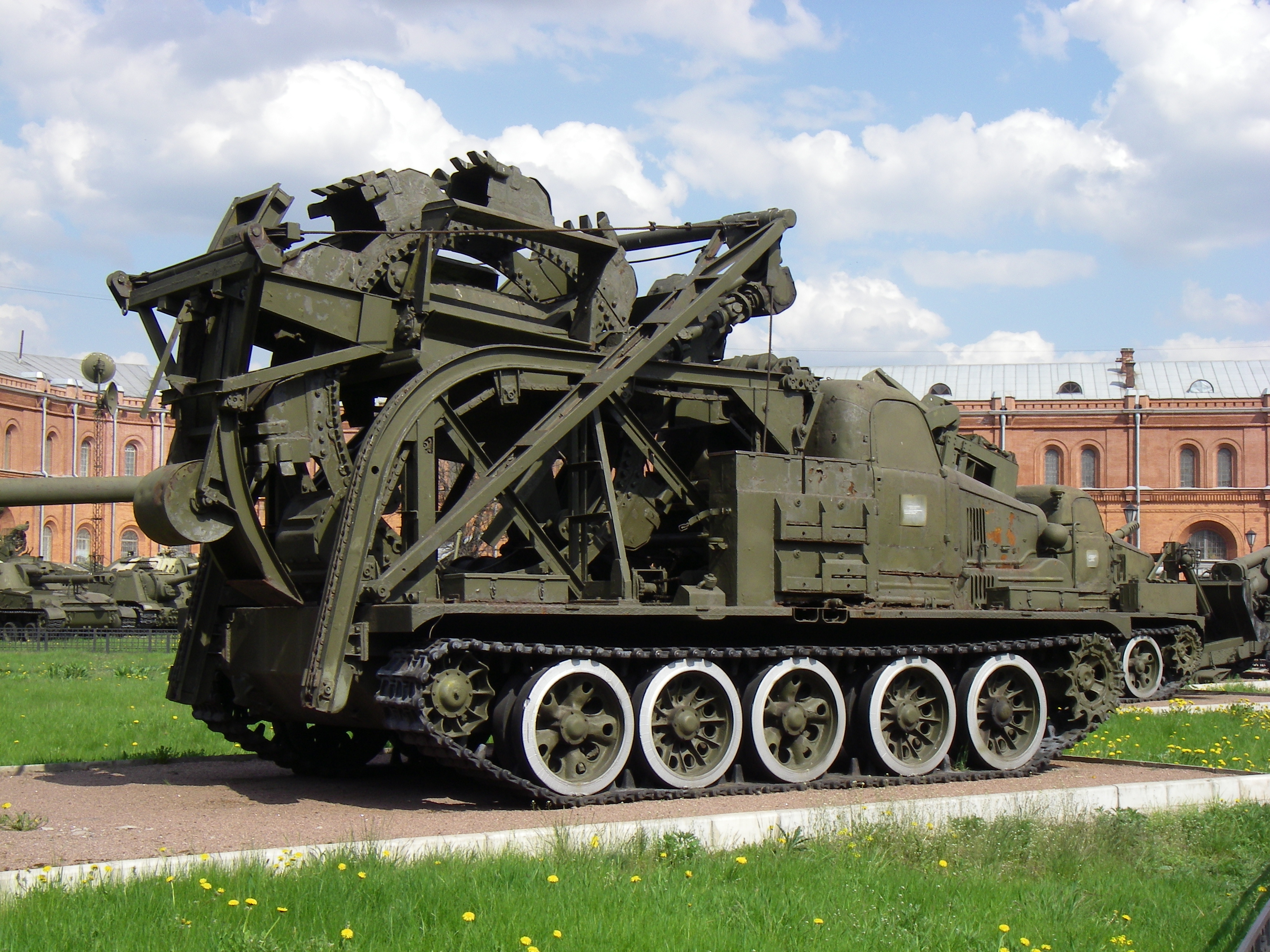
Быстроходная траншейная машина — роторный экскаватор военного назначения

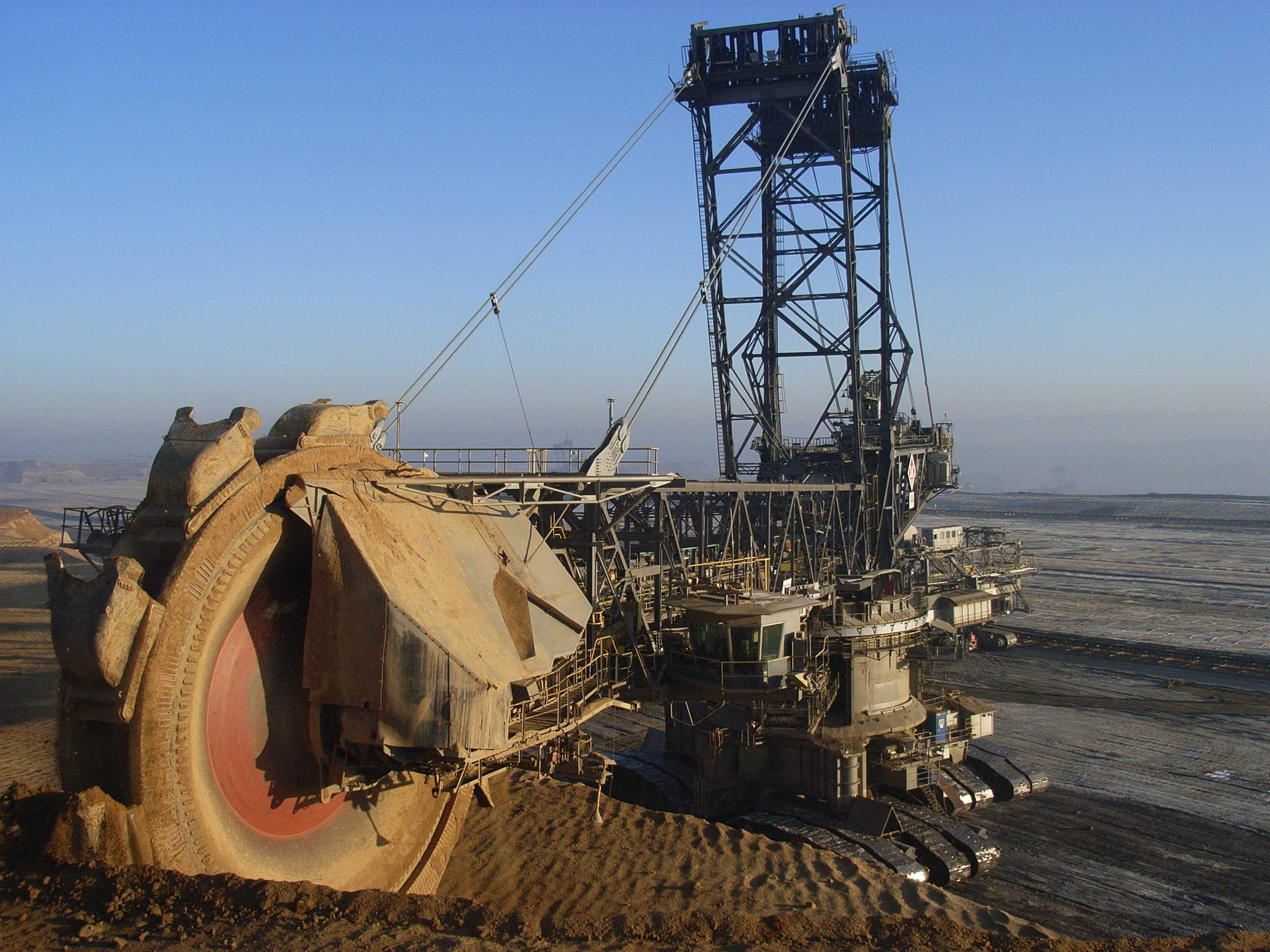
Роторный экскаватор радиального копания

Ковши закреплены на жестком роторе. Отвал грунта может производиться как непосредственно из ковшей, так и посредством транспортера.